# 迈克尔·格雷
米高·格雷（Michael Gray，1974年8月3日—）是一名出生於新特蘭的英格蘭職業足球員，司職左閘及左翼，現被效力英冠球會錫周三。

## 生平

### 球會
新特蘭
米高·格雷在1990年曾在曼聯作年青球員，但後來跟家鄉球會新特蘭簽約，他在18歲的時候成為球隊一隊成員，在1992年11月21日在英甲1-0戰勝打比郡的比賽中首次上陣。
他初期並未能取得一個固定足球位置，要直至1996/97年英超球季，他才開始成為球隊的左翼正選。但是，在1997/98年英甲球季升班附加賽決賽，在跟查爾頓3-3賽和（加時4-4），他在互射十二碼時射失，令球隊錯過升班機會。翌季，他協助球隊升班，他的表現令他在1999年以次級聯賽球員身份獲英格蘭國家隊教練凯文·基冈的青睞，成為大國腳。
他成功在頂級聯賽立足，先後協助新特蘭在1999/2000年及2000/2001年球季取得英超第七名。但是，新特蘭的表現開始下滑，他亦開始傳出轉會傳聞。在2003年9月1日，在新特蘭降回英甲不久，他被外借至些路迪四個月。可是，他在蘇格蘭毫無表現。最後在2004年1月1日，他自由轉會至布力般流浪。
布力般流浪
米高·格雷在以2-3不敵車路士的比賽中首次上陣，並在當季協助球隊成功護級。在2005年2月，他被外借至利兹联至季尾。及後，他回到布力般流浪並成為球隊正選，令球隊取得歐洲足協杯資格。至後，他再取被外借至列斯聯，但不能避免球隊在2007年降至英甲〈第三級〉。
狼隊
英冠球會狼隊在2007年7月跟米高·格雷簽下十二個月約，令他再次為前新特蘭領隊麥卡菲效力。他在2008年2月，由球隊的正選左閘改變正選左翼，令他取得自己6年來首個入球，在5場入了3球。他的表現令狼隊跟他續約一年。不過，他在2008/09年球季只得幾次上陣機會。最後，在2009年1月9日緊急外借至錫周三。

### 國家隊
米高·格雷在1999年4月28日對匈牙利時以後備姿態首以代表英格蘭，在6月對瑞典上陣，更在當月對保加利亞以正選上陣。
可是，他在1999/2000年球季經常受傷，令他錯失入選2000年歐洲國家盃大軍的機會。

## 榮譽
新特蘭
- 1998/99年：英格蘭甲組足球聯賽〈第二級〉冠軍

## 外部連結
- 狼隊官方球員介紹
- 足球数据库：米高·格雷的球员统计数据
- My (brief) England career （页面存档备份，存于）

| 前任者： 保特 | 新特蘭隊長 2000-2003 | 繼任者： |